# Antal Jakab
Antal Jakab, alternativ Anton Jakab, (n. 13 martie 1909, Chileni, comitatul Ciuc, Austro-Ungaria – d. 5 mai 1993, Alba Iulia, România) a fost un cleric romano-catolic maghiaro-român, care a îndeplinit funcțiile de episcop-coadjutor (1971–1980) și apoi episcop (1980–1990) al Diecezei de Alba Iulia.

## Biografie
Antal Jakab s-a născut la data de 13 martie 1909 în satul Chileni, care făcea parte atunci din comitatul Ciuc al Austro-Ungariei, iar astăzi se află în județul Harghita al României. A absolvit studiile de teologie la Institutul Teologic Romano-Catolic de grad universitar din Alba Iulia. A fost hirotonit preot romano-catolic la 29 iunie 1934 de către episcopul Gusztáv Károly Majláth de Alba Iulia. A activat apoi ca preot-capelan în cadrul Diecezei de Alba Iulia. 
Episcopul Áron Márton, succesorul lui Majláth, l-a trimis ulterior la studii la Universitatea Pontificală Laterană din Roma, unde Jakab a obținut titlul de doctor în teologie. Reîntors în Transilvania în anul 1942, când acest teritoriu se afla temporar sub administrarea Ungariei, Jakab a fost ridicat la rangul de canonic și numit profesor la Seminarul Teologic Romano-Catolic din Cluj. În anul 1950 a fost transferat ca profesor la Institutul Teologic din Alba Iulia. 
După arestarea preoților Imre Sándor și Béla Gajdátsy la 10 martie 1951, Antal Jakab a fost numit în funcția de ordinarius-substitutus al Diecezei de Alba Iulia. La 26 august 1951 a fost arestat împreună cu alți preoți. Antal Jakab a fost bătut de două ori atât de tare încât a suferit leziuni la creier. După arestarea sa, conducerea Diecezei de Alba Iulia a fost preluată de preotul Győző Macalik. Antal Jakab a fost deținut timp de 13 ani în închisoare, fiind eliberat abia în august 1964, când regimul comunist a eliberat toți deținuții politici. 
La 23 decembrie 1971 preotul Jakab a fost numit episcop titular de Astigi și episcop-coadjutor de Alba Iulia, fiind recunoscut în aceeași zi de Consiliul de Stat al Republicii Socialiste România în funcția de „episcop auxiliar la Episcopia romano-catolică de Alba Iulia, cu dreptul de succesiune”. A fost consacrat episcop pe 13 februarie 1972 în Bazilica San Pietro din Roma de către papa Paul al VI-lea, asistat de cardinalii Bernard Jan Alfrink, arhiepiscop al armatei Olandei, și William John Conway, arhiepiscop de Armagh (Irlanda). După această consacrare episcopală, cei doi episcopi ai Diecezei de Alba Iulia au fost primiți în ziua de 21 martie 1972 de vicepreședintele Consiliului de Stat, Emil Bodnăraș, care le-a transmis recunoașterea oficială a lui Jakab ca episcop coadjutor cu drept de succesiune.
În anul 1972 episcopul Áron Márton s-a îmbolnăvit de cancer. Din anul 1976 administrarea efectivă a episcopiei a fost exercitată de episcopul coadjutor. Autoritățile comuniste i-au refuzat acordarea permisiunii de a participa la sinodurile episcopilor întrunite în sesiune plenară la Vatican, această acțiune făcând parte din intenția autorităților de a îngrădi Dieceza de Alba Iulia. Prin această acțiune se avea în vedere eliminarea oricărui suport al ceangăilor din partea diecezei transilvane.
După retragerea din funcție a episcopului Áron Márton la 2 aprilie 1980, episcopul Antal Jakab i-a succedat, fiind recunoscut oficial în această funcție de autoritățile comuniste abia în 4 septembrie 1980. La 14 martie 1990, fiind în vârstă de 81 ani, Jakab s-a retras din funcție, devenind episcop emerit. A decedat la 5 mai 1993, la vârsta de 84 ani. 
Episcopul Antal Jakab l-a consacrat ca episcop pe Lajos Bálint, episcop-auxiliar de Alba Iulia (29 septembrie 1981), și a participat la consacrarea episcopală a lui György-Miklós Jakubínyi (29 aprilie 1990).